# Provinciale weg 586
De provinciale weg 586 (N586) is een voormalige provinciale weg in de Nederlandse provincie Limburg. Het betreft de huidige gemeentelijke weg bij Bunde via Rothem naar Maastricht. De weg had een lengte van circa drie kilometer en werd gevormd door de Maastrichterweg in de gemeente Meerssen en de straten Kruisdonk en Mariënwaard in de gemeente Maastricht.
De weg was een belangrijke stroomweg in de regio omdat de weg tot 2014 het verkeer verwerkte tussen de rijksweg 2 (A2) vanuit/richting Eindhoven en de A79 vanuit/richting Valkenburg voordat de nieuwe verbindingsbogen in het knooppunt Kruisdonk werden geopend. Het wegnummer werd enkel administratief gebruikt en werd dus niet aangegeven op de bewegwijzering.
Na de voltooiing van de A2 verloor de weg een deel van zijn verkeersfunctie. De volledige N586 is inmiddels door de provincie overgedragen aan de desbetreffende gemeente. Hiermee is het wegnummer officieel verdwenen.